# Australische Pflugnasenchimäre

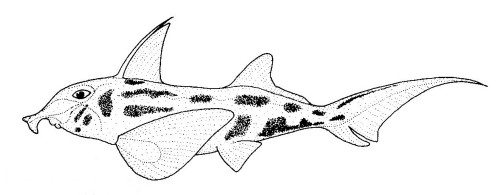
Zeichnung einer Australischen Pflugnasenchimäre

Die Australische Pflugnasenchimäre (Callorhinchus milii) ist eine Art aus der Gattung der Pflugnasenchimären (Callorhinchus), die zu den Seekatzen innerhalb der Knorpelfische gehört. Im Englischen ist sie unter verschiedenen Namen bekannt: Australian Ghostshark, Elephant Shark, Elephant Fish, Reperepe und Whitefish.

## Beschreibung
Die Länge der ausgewachsenen Exemplare beträgt um die 1,20 Meter. Die Männchen werden bei einer Länge von 50 bis 65 Zentimetern geschlechtsreif, die Weibchen bei rund 70 Zentimetern.
Diese Art hat auf der Netzhaut des Auges drei verschiedene Zapfentypen für das Farbsehen (wie das Auge des Menschen). In seiner Rückenflosse ist ein sehr scharfer Flossenstachel. Dieser soll giftig sein, es wurde jedoch bisher nur von mechanischen Verletzungen berichtet.

## Verbreitung
Die Australische Pflugnasenchimäre ist in den Gewässern der australischen Südküste, einschließlich Tasmaniens und der Gebiete südlich von East Cape sowie im Kaipara Harbour in Neuseeland beheimatet. Man trifft sie dort in Küstengebieten und Buchten bis in Tiefen von rund 200 m unterm Meeresspiegel an.

## Lebensweise
Vom Frühling bis zum Herbst wandern die geschlechtsreifen Tiere die Küsten entlang, um für die Eiablage geeignete Flussmündungen und Buchten zu finden. Die Weibchen legen ihre Eier auf dem sandigen oder schlammigen Meeresboden ab. Die Eier befinden sich in großen gelblichen Kapseln. Die Kapsel öffnen sich ein wenig, damit das Meerwasser an die Eier gelangen kann. So können die jungen Fische in den Eiern besser heranreifen. Die Kapsel erweitert sich nach sechs bis acht Monaten auf etwa 12 Zentimeter in der Länge.

## Fischerei
In Neuseeland werden die Australischen Pflugnasenchimären kommerziell besonders im Frühjahr und Sommer ausgebeutet. Sie sind für Fischer eine leichte Beute, da sie sich in flachen Küstengewässern aufhalten. In Australien werden sie in Haifisch-Netzen gefangen.
Besonders viele werden in der Bass-Straße und im Südosten Tasmaniens erbeutet, obwohl die Fischer eigentlich auf der Jagd nach dem Glatthai Mustelus antarcticus sind. Die meisten als Beifang erbeuteten Australischen Pflugnasenchimären werden tot wieder zurück ins Meer geworfen, da die Marktpreise zu niedrig sind.
Sie sind auch beliebte Beute von Freizeitfischern die in der Western Bay (Victoria) und in den Küstengewässern von Südosttasmanien auf die Jagd gehen. Ihre weißen Filets sind sehr beliebt in neuseeländischen Fish-and-Chips-Restaurants.

## Gefährdungssituation
Die Australische Pflugnasenchimäre wird von der Weltnaturschutzunion IUCN in der Roten Liste gefährdeter Arten geführt und die Bestände werden regelmäßig begutachtet. Sie wird jedoch derzeit als nicht gefährdet (Least Concern) eingestuft.

## Gen-Sequenz
Das Genom der Australischen Pflugnasenchimäre wurde von einem internationalen Forscherteam unter der Leitung von Byrappa Venkatesh vollständig sequenziert. Das Genom des Knorpelfisches wurde mit dem anderer Wirbeltiere verglichen. Die Änderungsrate innerhalb des Genoms wurde in Anbetracht der mehr als 400 Millionen Jahre alten Evolutionsgeschichte seit der Abspaltung der Seekatzen von den Haien als sehr gering eingeschätzt. Dieser Feststellung stehen jedoch grundlegende Anpassungen im anatomischen Bau und in der Immunbiologie der Australischen Pflugnasenchimäre gegenüber.